# Raimundo Carrero
Raimundo Carrero de Barros Filho (Salgueiro, 20 de dezembro de 1947) é um jornalista e escritor brasileiro.
Como jornalista, trabalhou no Diario de Pernambuco durante 25 anos, tendo exercido vários cargos, como os de crítico literário e editor chefe da redação.
No início da década de 1970 participou ativamente, como romancista e contista, do Movimento Armorial, idealizado pelo escritor e dramaturgo Ariano Suassuna, cuja principal orientação era e é a realização da uma obra erudita com base nos símbolos e insígnias da cultura popular, tendo também colaborado para sua formação os escritores Hermilo Borba Filho e Gilberto Freyre, de quem foi assessor.
Foi assessor de imprensa na Fundação Joaquim Nabuco e funcionário da Universidade Federal de Pernambuco. Integrou o Conselho Municipal (Recife) de Cultura durante oito anos e o Movimento de Cultura Popular.
Até 1998 foi presidente da Fundação de Patrimônio Artístico e Histórico de Pernambuco (Fundarpe).
Em 11 de outubro de 2004 foi eleito para a cadeira 3 da Academia Pernambucana de Letras, tomando posse em 20 de janeiro de 2005.
Seu livro Somos pedras que se consomem foi incluído entre os dez melhores livros de 1995, escolhidos pelo jornal O Globo (RJ), e entre as dez melhores obras de ficção de 1995, selecionadas pelo Jornal do Brasil (RJ).
Desde a década de de 1990 ministra a própria Oficina de Criação Literária, que revelou alguns escritores nacionalmente conhecidos e premiados, como Marcelino Freire.
No ano 2000 foi agraciado com o Prêmio Jabuti na categoria contos pelo livro As Sombras Ruínas da Alma. Em 2010, venceu o Prêmio São Paulo de Literatura pelo romance Minha Alma é Irmã de Deus. 
Em 2018, a Cepe publicou o volume Condenados à Vida, que reúne sua tetralogia composta pelos livros Maçã agreste (1989), Somos pedras que se consomem (1995), O amor não tem bons sentimentos (2008) e Tangolomango (2013). 

## Principais obras

##### Ficção
- A história de Bernarda Soledade - A tigre do sertão (1975)[1]
- As sementes do sol - O semeador (1981)
- A dupla face do baralho - Confissões do comissário Félix Gurgel (1984)
- Sombra severa (1986)
- Viagem no Ventre da Baleia (1987)
- Maçã agreste (1989)
- Sinfonia para vagabundos (1992)
- Extremos do arco-íris (1992)
- Somos pedras que se consomem (1995)
- As sombrias ruínas da alma (1999)
- Ao redor do escorpião...uma tarântula? (2000)
- O Senhor dos Sonhos (2003)
- O Amor não tem bons sentimentos (2008)
- Minha alma é irmã de Deus (2010)
- Seria uma sombria noite secreta (2011)
- Tangolomango (2013)
- Romance do Bordado e da Pantera Negra (2014) - em coautoria com Ariano Suassuna
- O senhor agora vai mudar de corpo (2015)
- Condenados a Vida (2018)
- Colégio de Freiras (2019)
- Estão matando os meninos (2020)

##### Ensaios
- Os segredos da ficção (2005)
- A preparação do escritor (2009)

##### Biografia
- O arco e o escudo - Biografia de Orlando Parahym

## Obras publicadas no exterior
- Ombre sévère, traduzido por Paula Anacaona, collection Terra, Editions Anacaona, Paris, 2015.
- Bernarda Soledade, Tigresse do sertão, traduzido por Paula Anacaona, collection Terra, Editions Anacaona, Paris, 2014.

## Prêmios literários
1984
- Prêmio José Condé, Governo de Pernambuco[3]

1986
- Prêmio Lucilo Varejão, prefeitura do Recife[3]

1987
- Prêmio Oswald de Andrade - Revelação Nacional, Rio Grande do Sul[3]

1995
- Troféu APCA de Melhor Romancista do Ano, da Associação Paulista de Críticos de Arte[3]
- Prêmio Machado de Assis (melhor romance de 1995), da Biblioteca Nacional.[2]

2000
- Prêmio Jabuti[4]

2009
- Prêmio Machado de Assis - Melhor Romance, com Minha alma é irmã de Deus.

2010
- Prêmio São Paulo de Literatura - Melhor Livro do Ano, com Minha alma é irmã de Deus.

2015
- Novamente vencedor do Troféu APCA  Melhor Romancista do ano pela Associação Paulista de Críticos de Arte.